# 새케니애

『새케니애』(핀란드어: Säkeniä→섬광)는 1907년에서 1921년까지 메사추세츠주 미츠버그에서 발행된 핀란드어 사회주의 월간지다.
재미핀인 사회주의자연맹 동부지부의 라이바야 출판사에서 간행했다. 분량은 32-64 페이지 정도였고, 사회문제, 소설, 시, 풍자, 심지어 스포츠 뉴스도 다루었다. 초대 주필은 에투 살린이었고, 이후 알렉스 콜레흐마이넨, 산테리 누오르테바, 위리외 할로넨, 모세스 하흘 등이 주필로 재직했다. 잡지에 기고한 주요 필진으로는 에멜리 파라스, 칼레 릿사넨, 아우쿠스티 매켈래, 프란스 요세프 쉬럘래, 위리외 시롤라, 레오 라욱키 등이 있었다.
발행 부수는 1907년에 2,000 부, 1911년에 4,000 부, 1914년에 6,650 부, 1921년에 11,000 부였다. 1921년 폐간되고 『뉘퀴아이카』로 대체되었다.